# Sankt Clemens kapell
Se även de kyrkor som heter Sankt Clemens kyrka.
Sankt Clemens kapell är ett begravningskapell på norra kyrkogården i Simrishamn. Sitt namn har det fått efter Sankt Clemens. Det tillhör Simrishamns församling i Lunds stift.
Kapellet invigdes 1987 och används främst vid begravningsgudstjänster, men även till andra gudstjänster. Arkitektparet Kerstin Barup och Mats Edström har gjort ritningarna. Dess fasad är murad i rött tegel.

## Orgel
Den nuvarande orgeln byggdes 1988 av A. Mårtenssons Orgelfabrik AB, Lund och är en mekanisk orgel med ny fasad.
| Manual            | Pedal      | Koppel  |
| Gedackt 8´        | Subbas 16´ | Man/Ped |
| Unda maris 8'     |            |         |
| Principal 4'      |            |         |
| Rörflöjt 4'       |            |         |
| Svegel 2'         |            |         |
| Larigot 1 1/3'    |            |         |
| Crescendosvällare |            |         |